# Bezirkskrankenhaus Straubing
Bezirkskrankenhaus Straubing ist eine forensisch-psychiatrische Klinik am Lerchenhaid 32 in Straubing. Als Maßregelvollzugseinrichtung verwahrt und behandelt sie psychisch kranke und suchtkranke Straftäter. Das Krankenhaus steht unter der Trägerschaft des Bezirks Niederbayern.

## Geschichte
Der Baubeginn war im Oktober 1986, die Eröffnung fand im Mai 1990 statt. Seitdem wurde das Haus regelmäßig erweitert. Unter anderem 2013 standen die Unterbringungsbedingungen in der Kritik. 2016 kam es zu einem Skandal, weil das Video eines in einen Isolierraum verbrachten schizophrenen Patienten an die Öffentlichkeit gelangt war. Zu den prominenten ehemaligen Insassen zählt Gustl Mollath. Er war zwischen von 2007 bis 2009 in der Einrichtung untergebracht.